# Lucas Carlsson
Lucas Carlsson (Gävle, Suecia, 5 de julio de 1997) es un jugador profesional sueco de hockey sobre hielo que se desempeña en la posición de defensor izquierdo en Florida Panthers, equipo de la National Hockey League (NHL).

## Carrera
Fue seleccionado en la cuarta ronda en la NHL Entry Draft de 2016. En 2019 hizo su debut profesional con el equipo Chicago Blackhawks, en el cual jugó dos temporadas (2019-2021), después pasó a Florida Panthers, donde lleva jugando dos temporadas.